# Gabriel Vahanian
Gabriel Vahanian (1927-2012) foi um teólogo naturalizado estado-unidense, mas de origem francesa. Concluiu tanto o seu mestrado quanto o doutorado em Princeton.
Vahanian teve seu nome associado ao de Thomas Altizer, Paul van Buren e William Hamilton no movimento da teologia da morte de Deus ou ateísmo cristão. Entretanto, esta associação - na opinião de estudiosos como Gibellini - teria sido "uma verdadeira desventura historiográfica". A confusão se deu em virtude de um livro de Vahanian, publicado em 1961, intitulado "A morte de Deus". Neste livro, Vahanian simplesmente chegava "à conclusão, fenomenológica e cultural, de que Deus está morto na cultura ocidental" Analisando a questão da secularização, o teólogo levanta hipóteses semelhantes às de Dietrich Bonhoeffer, propondo um cristianismo não-religioso. Sendo assim, não há relação real entre a teologia de Vahanian e o ateísmo cristão.